# Из 13 в 30
«Из 13 в 30» (англ. 13 Going On 30) — американская фэнтезийная романтическая комедия 2004 года с Дженнифер Гарнер в главной роли. Фильм был создан компанией Revolution Studios для Columbia Pictures.

## Сюжет
1987 год. Дженна Ринк — 13-летняя школьница, которая хочет присоединиться к «шести цыпочкам», группе школьниц под предводительством Люси «Том-Том» Уайман (Джуди Грир), которая манипулирует Дженной, используя её желание соответствовать требованиям. Лучший друг Дженны Мэтт Флэмхафф дарит ей на тринадцатый день рождения домик для кукол (который он построил сам) и пакет «волшебной пыльцы для желаний», которая рассыпана по крыше домика. Дженна загадывает желание стать тридцатилетней женщиной, чтобы быть красивой, как модели из её любимых журналов.
Дальше её переносит в будущее через 17 лет в наши дни (2004 год). На следующее утро Дженна просыпается и обнаруживает, что ей 30 лет, живёт она в незнакомой квартире и работает редактором в популярном журнале. Она находит друга детства Мэтта и узнаёт от него краткую историю своей жизни, а также то, что они перестали общаться после дня рождения в 1987 году. Со временем Дженна понимает, что Мэтт — единственный, кто действительно любил и любит её, но он уже женится на другой. Он возвращает Дженне тот волшебный домик, и она загадывает желание повернуть время вспять.

## В ролях
| Актёр            | Роль                    |
| ---------------- | ----------------------- |
| Дженнифер Гарнер | Дженна Ринк             |
| Марк Руффало     | Мэтт «Бобер» Флэмхоффм  |
| Джуди Грир       | Люси «Том-Том» Уайман   |
| Энди Серкис      | Ричард Ниланд           |
| Кэти Бейкер      | Бев Ринк                |
| Фил Ривз         | Уэйн Ринк               |
| Сэмюэль Болл     | Алекс Карлсон           |
| Марсия ДеБонис   | Арлин                   |
| Кирстен Уоррен   | Триш Сакетт             |
| Криста Б. Аллен  | Дженна (в 13 лет)       |
| Шон Маркетт      | Мэтт (в 13 лет)         |
| Александра Кайл  | Люси (в 13 лет)         |
| Джиа Мантенья    | Джина                   |
| Эшли Бенсон      | одна из «шести цыпочек» |
| Бри Ларсон       | одна из «шести цыпочек» |
| Бриттани Каррен  | одна из «шести цыпочек» |
| Рене Ольстед     | Бекки (девочка в лифте) |

## Производство
В октябре 2002 года американский режиссер Гари Виник вел переговоры о постановке фильма. Позже было объявлено, что Сьюзан Арнольд и Донна Рот будут продюсировать проект вместе со сценаристом Джиной Мэтьюз. На главную роль в фильме была выбрана американская актриса Дженнифер Гарнер. Гарнер снималась во время перерыва в съемках своего телесериала «Шпионка». На главную роль также рассматривались Гвинет Пэлтроу , Хилари Суэнк и Рене Зеллвегер.
13 мая 2003 года стало известно, что съемки фильма ведутся в Лос-Анджелесе на студии Revolution Studios. Съёмки также проходили в Нью-Йорке и Южной Пасадине.